# Marxman
Marxman fue un grupo de rap de Inglaterra, formado en 1989 en Londres. Contaba con 4 miembros, dos de ellos ejercían de MCs, y sus letras tenían una fuerte carga política, de inspiración marxista, que utilizaban para denunciar las injusticias sociales y al poder económico. Debido al origen irlandés de algunos de sus miembros, utilizaban en muchos de sus temas instrumentos de la música tradicional irlandesa.

## Historia
En sus inicios comenzaron en la denominada escena del gangsta rap, originaria de Estados Unidos, y se inspiraron en géneros como el hip hop clásico, el soul de la Motown y la música tradicional irlandesa. Su single de debut, "Sad Affairs", que salió a la luz en 1992, causó una gran polémica en el Reino Unido porque contenía fragmentos de la canción "Irish Ways and Irish Laws" (de la llamada música rebelde irlandesa, que frecuentemente ensalzaba al IRA), haciendo que fuese vetada su emisión en la cadena pública BBC.
También trataron temas como la violencia de género, como se demuestra en la canción "All About Eve", lanzada en 1993.
Se les consideraba como los Public Enemy británicos, y contaron con la colaboración de The Pogues o la popular cantante irlandesa Sinéad O'Connor, que puso la voz en la canción "Ship Ahoy". Fueron, además, teloneros de bandas legendarias como U2 o Depeche Mode.
Finalmente, en 1996 decidieron disolver la banda.

## Discografía
Marxman publicó 2 álbumes y 6 singles/EP entre 1992 y 1996.

### Álbumes
- 33 Revolutions per Minute (1993)
- Time Capsule (1996)

### Singles y EP
- Sad Affair/Dark are the Days (1992)
- Ship Ahoy (1992)
- All About Eve (1993)
- Dark are the Days (12") (1993)
- The Cynic (EP) (1994)
- Time Capsule (1996)
- Backs Against the Wall (12") (1996)